# 通用十进制图书分类法
十进制图书分类法由两位比利时书目专家（Paul Otlet、Henri la Fontaine）19世纪末在杜威十进制图书分类法的基础上继续研发的分类方法。此种分类方法由数字和特殊符号组成，把涉及各种知识体系及学科的书籍予以分类。介于数字和符号无语言障碍的特性，该分类法在世界各地的图书馆中被广泛应用。

## 总分类
- 0 总汇
- 1 哲学，心理学
- 2 宗教，神学
- 3 社会学，政治，经济，法律，教育，人类学
- 4 暂无（由图书馆具体添加）
- 5 自然学科，数学
- 6 实用学科，医学，科技，企业经济学，计算机
- 7 艺术，手工艺品，音乐，竞技，体育
- 8 语言学，文学
- 9 地理，生物，历史

## 附加
+ ：并列符（例：178.1+33 酒精主义者 和 国民经济）
：：关系符（例：178.1:33 酒精主义对国民经济的影响）
/ ：包含符（例：592/599 系统动物学，从592到599）
= ：语言符（例：=71 拉丁语）
(0...) ：书类符（例：(042)演讲，讲义）
(...)：地域符（例：(234.3) 阿尔卑司）